# 人類疱疹病毒第四型
人類疱疹病毒第四型（human herpesvirus 4）又称愛潑斯坦-巴爾病毒，简称EB病毒，是最常見的人類致病病毒之一，属于疱疹病毒科，為雙鏈去氧核糖核酸病毒（dsDNA病毒）；其主要感染B淋巴细胞，也可感染上皮细胞、T淋巴细胞和自然杀伤细胞。
EBV於1964年由Epstein、阿沖及Barr等人在非洲伯基特氏淋巴瘤病人的細胞中發現，從而成為人類最早發現的腫瘤相關病毒。全世界有超過90%的人口曾受到EBV的感染。根據研究學者的發現，在接近6,000年前就已發現有人口感染EBV的證據。此後，研究支持EBV與許多疾病的相關性。
EBV的感染途徑主要是經由唾液或生殖分泌物的口部傳染，常發生在未開發國家或開發中國家，家庭擁擠的幼兒身上，在歐美國家中，常發生於青少年，經由接吻而傳染。其次，與病毒攜帶者共享食物或者共用餐具都有機會被傳染，保持個人衛生有助避免感染。

## 與EBV有關的疾病
- EBV關聯淋巴增生性疾病（Epstein-Barr virus-associated lymphoproliferative diseases）
  - 傳染性單核白血球增多症（Infectious mononucleosis）為EBV感染。病毒經由唾液進入鼻咽、口咽或唾液腺之上皮而至B細胞。在周邊血液抹片中出現非典型單核細胞出現，其數量約為12000～18000/mm3。會有淋巴結增生、脾臟腫大，甚至造成肝炎。但大多數病人會自行痊癒。
  - 慢性活动性EB病毒感染（Chronic active EBV infection）
  - X-linked 淋巴增生性疾病（X-linked lymphoproliferative disease）
  - 鼻咽癌（Nasopharyngeal carcinoma）：屬於EBV latency Type II的infection，表現的EBV基因為EBNA1、LMP1、LMP2A、LMP2B。血浆中EB病毒阳性发病率较高，阴性发病率较低。
  - 伯基特淋巴瘤（Burkitt's lymphoma）：為一種B細胞淋巴癌，屬於EBV latency Type I 的infection，表現的EBV基因為EBNA1、EBNA2、EBNA3A、3B、3C、LMP2A。
  - 霍奇金淋巴瘤（Hodgkin's lymphoma）病因至今不明，但约50%患者的RS细胞中可检出EB病毒的基因组片段，但兩者是否有相關和詳細機制學界還有爭議。為一種B細胞淋巴癌，屬於EBV latency Type II的infection，表現的EBV基因為EBNA1、LMP1、LMP2A、LMP2B。在病理切片上細胞核常觀察到雙核的現象。

## 症状
潜伏期约4-7周。感染可蔓延到全身的各个器官脏器，临床表现复杂多样化。一般有发热、食欲减退、恶心、呕吐、淋巴结肿大等。有些还可能会出现神经系统症状。恢复期较长，一般需2-4周。

## 预防护理方式
1. 不要口对口喂婴儿。
2. 病区必须经常通风，病人口腔分泌物要用专门容器收集且消毒无害化处理。
3. 依据EBV病毒主要是通过唾液传染的特点，应该养成良好的个人卫生习惯，不要随地吐痰，食用生水。

## 檢驗方式
以血清学诊断为主，目前开展的血清免疫诊断项目主要有：EB病毒壳抗原—免疫球蛋白A（EB VCA-IgA）、EB病毒核抗原—免疫球蛋白A（EB NA-IgA）、EB病毒DNA酶抗体等。

## 外部連結
- 微生物免疫學-Herpesviridae(皰疹病毒科)（页面存档备份，存于）
- Epstein-Barr Virus: Implicated in Cancer Etiology in China, Impetus for a Vaccine Article in The Scientist 13(6):1, Mar. 15, 1999 (registration required)（页面存档备份，存于）
- National (USA) Center for Infectious Diseases website on EBV